# Міністерство охорони здоров'я, праці й добробуту Японії

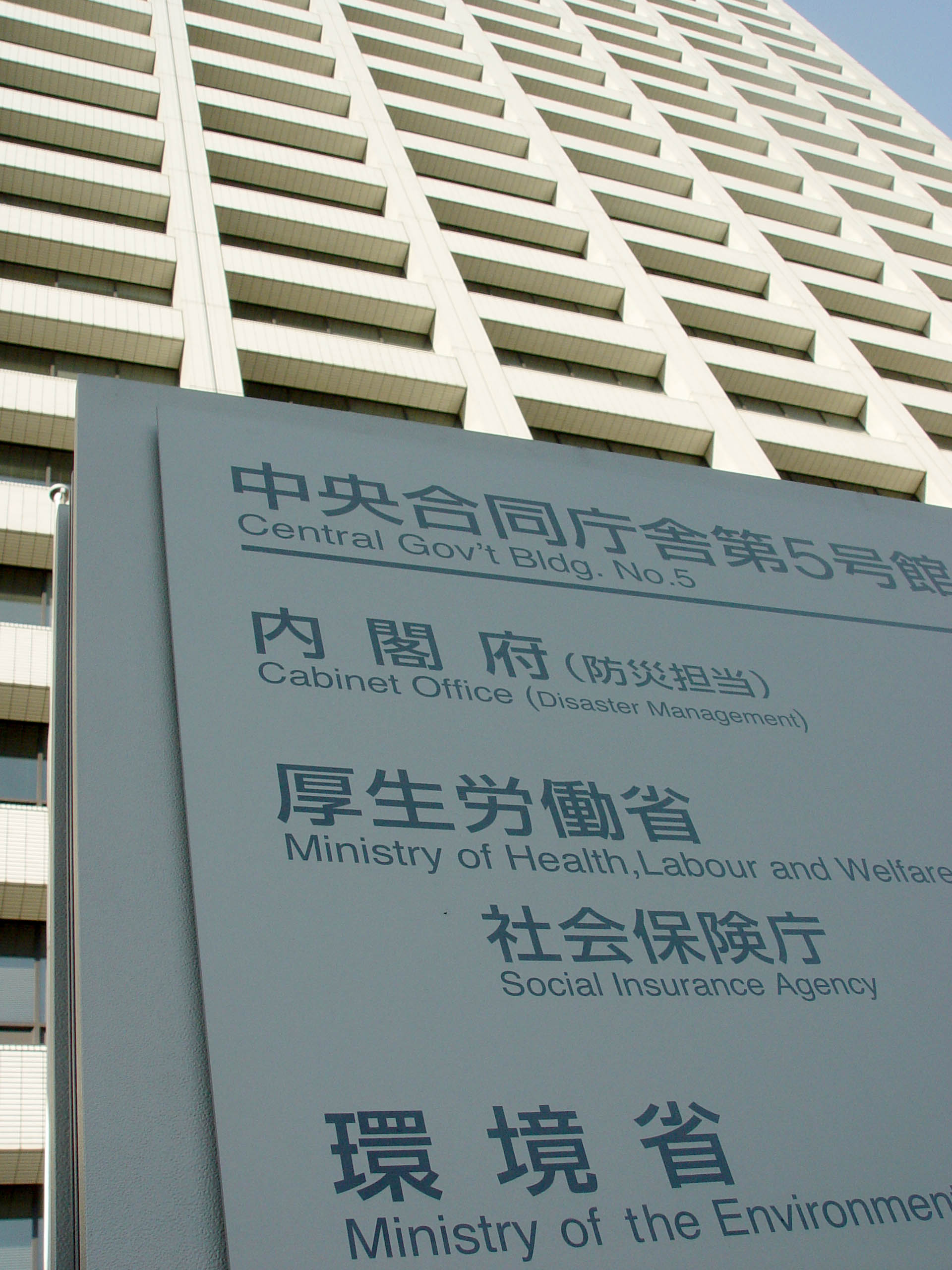
Офісна будівля міністерства здоров'я, праці і добробуту.

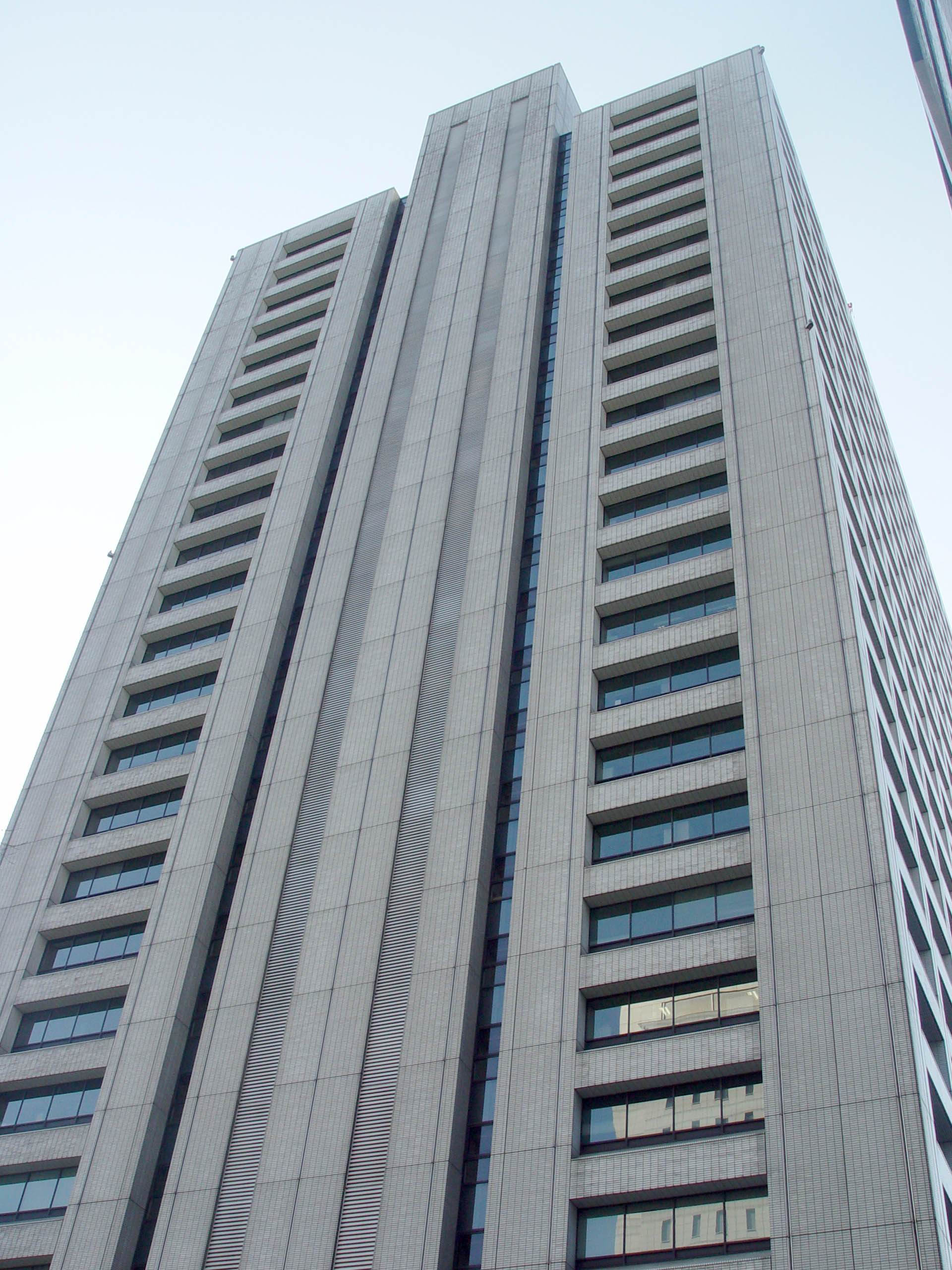
Офісна будівля міністерства здоров'я, праці і добробуту.

Міністерство охорони здоров'я, праці і добробуту Японії (яп. 厚生労働省, こうせいろうどうしょう, коосейроодоо-сьоо) — центральний орган виконавчої влади Японії. Відповідає за соціальну політику країни. Складова Кабінету міністрів Японії. У Японії відоме також під скороченою назвою — Міністерство добробуту і праці (яп. 厚労省, коро-сьо).
Міністерство здоров'я, праці і добробуту покликане сприяти зростанню життєвих стандартів японців і слідкувати за дотриманням соціальних гарантій. Воно встановлює гігієнічні норми і стандарти для харчових товарів і ліків. До важливих обов'язків цього відомства відносяться створення належних умов праці на підприємствах і підтримка сприятливої для робітників атмосфери у країні.
Це міністерство було утворене шляхом злиття у січні 2001 Міністерства Здоров'я і Добробуту (яп. 厚生省, косей-сьо) із Міністерством Праці (яп. 労働省, родо-сьо)